# Theroscopus melanopygus
Theroscopus melanopygus là một loài tò vò trong họ Ichneumonidae.